# チコモストク

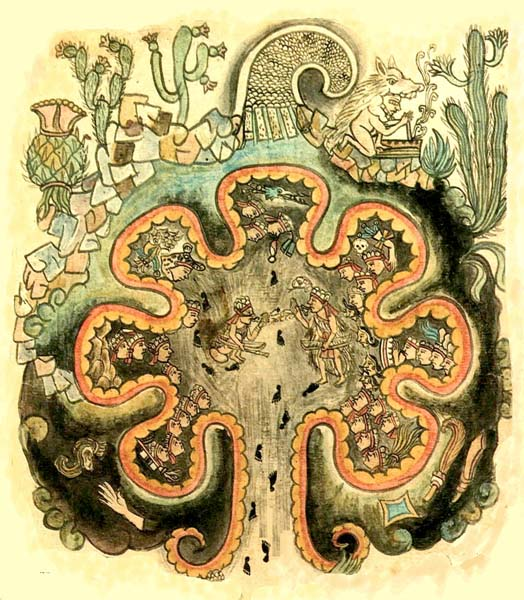
『トルテカ・チチメカ史』に見えるチコモストク

チコモストク（Chicomoztoc）とは、アステカ神話において、ナワ族の先祖が滞在していたとされる7つの洞窟のある伝説上の土地。伝承によっては人類創造の地とされることもある。

## 伝説
チコモストクという語は、ナワトル語のchicome「7」、oztotl「洞窟」、-c「場所」から構成され、文字どおりには「7つの洞窟の土地」を意味する。ただし伝承によっては洞窟の数を1つとするものもある。
伝説によれば、ナワ族の祖先は源郷であるアストランを去った後にチコモストクに滞在した。チコモストクには7つの洞窟があり、それぞれに異なる部族が住んだ。ただし、7つの部族の名前は文献によって大きく異なり、すべての伝承をあわせると17以上の部族になってしまう。各部族は別々にチコモストクを離れて中央メキシコへの移動を開始したが、メシカは最後に移動した。
なお、文献によってはアストランの中にチコモストクがあるとするもの、チコモストクの別名がアストランであるとするものもある。
15世紀なかばのアステカ皇帝モテクソマ1世は神官にチコモストクを探させ、コアトリクエ（ウィツィロポチトリの母）がまだ生きていることを知ったという。
16世紀の『トルテカ・チチメカ史』では、7つの洞窟を持つ山が稲妻によって砕かれて、そこから人間が生まれたとする。
また、高地マヤのキチェ族の伝説を記した『ポポル・ヴフ』では7つの洞窟のある地で、神々は4人の男と4人の女を創造し、キチェ族の祖先を含むすべての人類はこの4対の男女の子孫であるとする。キチェ族の祖先は7つの洞窟で彼らの神であるトヒルを得た。
18世紀にはチコモストクを現実の場所と仮定して、その位置を探す試みが行われた。しかし、おそらく政治的な支配を正当化するための架空の土地であり、現実の場所ではないと考えられる。
1971年、テオティワカンの太陽のピラミッドの下に洞窟が発見され、その構造が『トルテカ・チチメカ史』に記すチコモストクに一致した。